# 山本美月
山本 美月（やまもと みづき、1991年（平成3年）7月18日 - ）は、日本の女優、ファッションモデル。
福岡県福岡市出身。インセント所属。夫は俳優の瀬戸康史。

## 来歴
高校3年生だった2009年7月に第1回「東京スーパーモデルコンテスト」に出場。『CanCam』、『PS』、『AneCan』、『Oggi』の4女性誌合同開催であったこの大会でグランプリを獲得し、100万円の賞金とともに、4誌のうちいずれかの表紙を飾る権利を獲得。“CanCam賞”を受けたことから『CanCam』に決まり、同誌の人気モデルであった西山茉希、徳澤直子と並んで同誌の同年12月号の表紙に登場し、専属モデルへ。これがデビューとなった。
2011年中旬、テレビドラマ『幸せになろうよ』（フジテレビ）に出演し、女優活動を開始した。2012年には吉田大八監督映画『桐島、部活やめるってよ』に出演し、初の映画出演となった。同年にはイメージキャラクターを務めるサマンサタバサや伊藤園「Stylee Sparkling」などのテレビコマーシャル出演もあった。10月からはドキュメンタリー番組『ウーマン・オン・ザ・プラネット』（日本テレビ）に出演。初のテレビ番組レギュラーかつ初の司会となった。同時期には『ドクターX〜外科医・大門未知子〜』（テレビ朝日）での初の連続ドラマ出演もあった。
テレビドラマ『SUMMER NUDE』（フジテレビ）への出演があった2013年には、単独表紙を飾った『CanCam』10月号の誌面で、42ページの特集を受ける。この規模の特集は同誌では異例のことであった。2014年にもテレビドラマ『僕のいた時間』（フジテレビ）や、『黒執事』、『東京難民』、『女子ーズ』などの映画に出演。7月放送開始のテレビドラマ『アオイホノオ』（テレビ東京）には初のヒロイン役で出演。同時期公開のUULAオリジナルドラマ『奇妙な恋の物語』（「恋するエスパー」編）では初のドラマ主演を果たしている。2015年には『東京PRウーマン』で映画初主演。2018年の『愛知発地域ドラマ「真夜中のスーパーカー」』（NHK BSプレミアム）でテレビドラマ初主演。
2017年7月22日発売の9月号をもって『CanCam』の専属モデルを卒業。
2018年12月15日、27歳にして初めての写真集『Mizuki』が宝島社から発売された。
2020年1月期の『ランチ合コン探偵〜恋とグルメと謎解きと〜』（読売テレビ）で地上波の連続ドラマ初主演。役作りのためトレードマークのロングヘアを35センチもカットして撮影に臨んだ。
2020年8月1日に俳優の瀬戸康史と近く結婚すると一部で報じられ、同月7日に結婚を正式に発表。2021年10月20日、挙式を報告。
2022年7月3日放送の『ザ・ノンフィクション「人力車に魅せられて 〜夢と涙の浅草物語〜」』（フジテレビ〈関東ローカル〉）で、初めてドキュメンタリーのナレーション担当した。
2023年1月29日、自身のSNSを通じて第1子を妊娠していることを発表した。
同年5月16日、自身のSNSを通じて第1子を出産したことを発表した。
2024年9月26日、Huluオリジナルドラマの撮影中に照明機材が落下し、山本と共演の麻生祐未の頭部に当たる事故が発生。山本は頭部外傷、頭皮挫創で約1週間の通院加療、麻生は頚部挫傷、頭部外傷で約2週間の安静加療と診断された。同年10月4日、自身のInstagramで「皆様、ご心配おかけして申し訳ございません。私はとっても元気です」「皆さんに作品が届く日を楽しみに、撮影頑張ります」と報告した。10月30日、アートイベント「アートウィーク東京」の記者発表会に出席し、事故後初めて公の場に姿を見せた。

## 人物
小学3年生までは長崎県大村市で育ち、その後福岡県福岡市中央区内の鳥飼地区で育った。地元の筑紫女学園中学校・高等学校を卒業。高校時代は絵画部や演劇部に所属した。高校卒業後、明治大学進学に伴い上京。農学部（生命科学科）に在籍した。祖父が高校の生物教師だったことが農学部選択の理由になった。2014年に大学を卒業。
趣味は漫画、アニメ観賞。自他共に認めるオタクであり、小学生時代に『鋼の錬金術師』の登場人物、エドワード・エルリックに恋して以来、同作に限らず数多くの漫画やフィギュア、ぬいぐるみなどを収集している。2018年のインタビューでは、「モデルよりオタクをやっている方が長いですね」と語っている。好きな声優・アーティストに水瀬いのりを挙げている。
『ポケットモンスター』の大ファンで、『ポケモンGO』のリアルイベントに行ったこともある。
特技は絵を描くこと。中学時代は、ノートに「ブラック・エンジェル」という自作の漫画を描いていた。現在は、よくSNSに自分の描いた絵を公開している。それらの作品の中には、彼女オリジナルのキャラクターや、自身が出演した作品のキャラクターが描かれている。また、絵描きは役作りのためにもなるという。2017年5月14日に放送された『おしゃれイズム』では、自分がペンタブレットで絵を描く一連の流れを披露した。
2018年12月10日からは、自身のインスタグラムにて、「#近々の美月」という絵と手書きの文字で近況を報告する、不定期連載を始めた。
自宅では犬（ポメラニアンの「コツメ」）を飼っているほか、ウツボカズラやハエトリソウなどの食虫植物を栽培している。食べ物では肉が好き。芸能界で親しい友人として、波瑠の名を挙げている。
バラエティ番組『ナカイの窓』（日本テレビ）の中で「ファーストキスはいつ？」というお題に対して山本は、プライベートの事は秘密だが、ファーストキスシーンの相手は22歳の時に日曜劇場『おやじの背中』（TBS）の第2話「ウエディング・マッチ」において共演した役所広司だったと答えた。

## 出演
主演は役名を太字で表記。

### テレビドラマ
- 幸せになろうよ 第6話・第7話（2011年5月23日 - 30日、フジテレビ） - 霧島絵美 役
- THE QUIZ（2012年9月1日、日本テレビ） - 有里瞳 役
- ドクターX〜外科医・大門未知子〜（2012年10月18日 - 12月13日、テレビ朝日） - 小池理恵 役
- Piece 第10話 - 第11話（2012年12月8日 - 15日、日本テレビ） - 久美 役
- SUMMER NUDE（2013年7月8日 - 9月16日、フジテレビ） - 堀切あおい 役
- 安堂ロイド〜A.I. knows LOVE?〜（2013年10月13日 - 12月15日、TBS） - 栗山薫 役[62]
- 僕のいた時間（2014年1月8日 - 3月19日、フジテレビ） - 村山陽菜 役[63]
- アオイホノオ（2014年7月18日 - 9月26日、テレビ東京） - ヒロイン・森永とんこ 役[64]
- おやじの背中 第2話（2014年7月20日、TBS） - 高城亜利沙 役
- 地獄先生ぬ〜べ〜（2014年10月11日 - 12月13日、日本テレビ） - 葉月いずな 役[65]
- 64（ロクヨン）（2015年4月18日 - 5月16日 、NHK総合） - 美雲志織 役
- 恋仲（2015年7月20日 - 9月14日 、フジテレビ） - 富永美玲 役[66]
- 陰陽師（2015年9月13日、テレビ朝日） - 青音 役[67]
- 世にも奇妙な物語
  - 世にも奇妙な物語 25周年!秋の2週連続SP〜映画監督編〜「幸せを運ぶ眼鏡」（2015年11月28日、フジテレビ） - 三浦あゆみ 役[68]
  - 世にも奇妙な物語 2022年 夏の特別編 「電話をしてるふり」（2022年6月18日、フジテレビ） - 主演・川崎望 役[69]
- 必殺仕事人2015（2015年11月29日、テレビ朝日） - 泣きぼくろのお宮 役[70]
- 臨床犯罪学者・火村英生の推理（2016年1月17日 - 3月20日、日本テレビ） - 貴島朱美 役[71]
  - 臨床犯罪学者 火村英生の推理2019（2019年9月29日）[72]
- HOPE〜期待ゼロの新入社員〜（2016年7月17日 - 9月18日、フジテレビ） - ヒロイン・香月あかね 役[73]
- バスケも恋も、していたい（2016年9月19日 - 21日、フジテレビ） - ヒロイン・羽鳥紗枝 役[74]
- 勇者ヨシヒコと導かれし七人 第4話（2016年10月28日、テレビ東京） - フロリア 役
- 嘘の戦争（2017年1月10日 - 3月14日、フジテレビ） - 二科楓 役
- 刑事ゆがみ（2017年10月12日 - 12月14日、フジテレビ） - 氷川和美（ヒズミ） 役[75]
- 愛知発地域ドラマ「真夜中のスーパーカー」（2018年3月28日、NHK BSプレミアム） - 主演・白雪 役[23][76]
- モンテ・クリスト伯 -華麗なる復讐-（2018年4月19日 - 6月14日、フジテレビ） - ヒロイン・目黒すみれ 役[77]
- コワイオハナシノクニ「皿やしき」篇（2018年8月14日、NHK Eテレ） - 語り・お菊 役[78]
- このマンガがすごい! 第7話「山本美月の『少女革命ウテナ』」篇（2018年11月17日、テレビ東京） - 天上ウテナ（山本美月／本人）役[79]
- 大河ドラマ いだてん〜東京オリムピック噺〜（2019年1月6日 - 12月15日、NHK総合） - 本庄 役[80]
- フジテレビ開局60周年特別企画「レ・ミゼラブル 終わりなき旅路」（2019年1月6日、フジテレビ） - 不破唯 役[81]
- 孤高のメス（2019年1月13日 - 3月3日、WOWOW） - 大川翔子 役[82]
- パーフェクトワールド（2019年4月16日 - 6月25日、関西テレビ・フジテレビ） - ヒロイン・川奈つぐみ 役[83]
- そろばん侍 風の市兵衛SP〜天空の鷹〜（2020年1月3日、NHK総合） - 節 役
- ランチ合コン探偵〜恋とグルメと謎解きと〜（2020年1月9日 - 3月12日、読売テレビ・日本テレビ系） - 主演・天野ゆいか 役[27]
- U-NEXT presents 「あと3回、君に会える」（2020年3月31日、関西テレビ・フジテレビ系） - 主演・玉木楓 役[84]
- 女系家族（2021年12月4日・5日、全2回、テレビ朝日） - 矢島雛子 役
- にんげんこわい 第2話 「辰巳の辻占」（2022年2月、WOWOW） - お玉 役[85]
- GO HOME〜警視庁身元不明人相談室〜 第3話（2024年7月27日、日本テレビ） - 小澤梨々香 役[86]
- ゲレンデ飯（2025年4月9日 - 、MBS・TBS） - 主演・広瀬雪 役（白濱亜嵐とダブル主演）[87]

### ウェブドラマ
- 100万回の「I love you」（2011年11月22日 - 全4話、DOR@MO） - 木村翔子 役
- 奇妙な恋の物語-THE AMAZING LOVE STORY- 「恋するエスパー」（2014年7月31日 - 全4話、UULA） - 主演・奈々 役[88]
- 今日からヒットマン（2014年10月1日 - 全4話、BeeTV） - ちなつ 役[89]
- 宇宙の仕事（2016年、Amazonプライム・ビデオ） - ソミアル星人 役
- 東京アリス（2017年8月25日配信開始、全12話、Amazonプライム・ビデオ） - 主演・有栖川ふう 役[90]
- 銀魂2 -世にも奇妙な銀魂ちゃん- 「土方禁煙篇」（2018年8月25日、dTV） - メーテル 役[91]
- U-NEXT presents 「君と会えた10＋3回」（2020年3月31日配信開始、U-NEXT） - 主演・玉木楓 役[84]
- 新解釈・三國志－異聞－（2020年12月12日 - 26日、Hulu） - 小喬 役[92]
- 星から来たあなた（2022年2月23日配信開始、全10話、Amazon Original） - ヒロイン・笹原椿 役[93]
- 赤ずきん、旅の途中で死体と出会う。（2023年9月14日、Netflix） - カーレン 役[94]
- おとなになっても（2025年4月26日配信開始、全12話、Hulu） - 主演・綾乃 役[95]

### 映画
- 桐島、部活やめるってよ（2012年8月11日、ショウゲート） - 飯田梨紗 役[96]
- 絶叫学級（2013年6月14日、東宝映像事業部） - 黄泉 役[97]
- 男子高校生の日常（2013年10月12日、ショウゲート） - ヤナギン 役[98]
- 黒執事（2014年1月18日、ワーナー・ブラザース映画） - リン 役[99]
- 東京難民（2014年2月22日、ファントム・フィルム） - 川辺瑠衣 役[100]
- 女子ーズ（2014年6月7日、キングレコード） - 紺野すみれ / 女子・ネイビー 役[101]
- 近キョリ恋愛（2014年10月11日、東宝映像事業部） - 名波菊子 役[102]
- 小野寺の弟・小野寺の姉（2014年10月25日、ショウゲート） - 岡野薫 役[103]
- 東京PRウーマン（2015年8月22日、BS-TBS） - 主演・三崎玲奈 役[104]
- マックスマンシリーズ（KATSU-do） - 辻村祐子 役
  - Mr.マックスマン（2015年10月17日公開）[105]
  - Bros.マックスマン（沖縄国際映画祭：2016年4月23日上映 / 京都国際映画祭：2016年10月14日上映、2017年1月7日公開）[106]
  - N.Y.マックスマン（沖縄国際映画祭：2017年4月21日・22日上映 / 京都国際映画祭：2017年10月14日上映、2018年2月17日公開）
- ボクは坊さん。（2015年10月24日、ファントム・フィルム） - ヒロイン・越智京子 役[107]
- 貞子vs伽椰子（2016年6月18日、KADOKAWA） - 主演・倉橋有里 役[108]
- 少女（2016年10月8日、東映） - 主演・草野敦子 役（本田翼とW主演）[109]
- ピーチガール（2017年5月20日、松竹） - 主演・安達もも 役（伊野尾慧とW主演）[110]
- 去年の冬、きみと別れ（2018年3月10日、ワーナー・ブラザース映画） - 松田百合子 役[111]
- 友罪（2018年5月25日、ギャガ） - 杉本清美 役[112]
- ザ・ファブル（2019年6月21日、松竹） - 清水岬 役[113]
  - ザ・ファブル 殺さない殺し屋（2021年6月18日公開）
- 糸（2020年8月21日、東宝） - 高木玲子 役[114]
- 新解釈・三國志（2020年12月11日、東宝） - 小喬 役[115]
- 忌怪島/きかいじま（2023年6月16日、東映） - 園田環 役[116]
- 聖☆おにいさん THE MOVIE〜ホーリーメン VS 悪魔軍団〜（2024年12月20日、東宝） - マーラの娘・長女 役[117]
- 大きな玉ねぎの下で（2025年2月7日、東映） - 篠田沙紀 役[118]

### 劇場アニメ
- 劇場版 HUNTER×HUNTER -The LAST MISSION-（2013年12月27日、東宝） - 煉獄 役[119]
- ピカチュウとポケモンおんがくたい（2015年7月18日、東宝） - ナレーションとうた[120]
- 映画 HUGっと!プリキュア♡ふたりはプリキュア オールスターズメモリーズ（2018年10月27日、東映） - レポーター 役[121]

### Webアニメ
- テイコウペンギン（2020年1月23日、Plott） - 天野ゆいか 役[122]

### ミュージック・ビデオ
- moumoon「YAY」（2010年） 共/舞川あいく、安座間美優、土屋巴瑞季[123]
- CLIFF EDGE「Endless Tears feat.中村舞子」（2011年）
- NERDHEAD「Tomorrow feat.hiroko from mihimaru GT」（2012年）[124]
- back number「わたがし」（2012年）
- ディーン・フジオカ「Stars of the Lid」（2023年）[125]

### 広告
- トレンドマイクロ
  - ウイルスバスター2011クラウド（2010年 - ）[126]
  - ウイルスバスター2012クラウド（2011年 - ）
- ABC MART（2010年 - ）
- 小学館 「Cancam」（2010年 - ）
- サマンサタバサジャパンリミテッド（2011年 - ）
- オリエンタルランド 東京ディズニーシー（2011年 - ）
- 伊藤園
  - Stylee Sparkling（2012年 - ）
- AOKIホールディングス レディーススーツ（2012年 - ）
  - ヘルシールイボスティー（2013年6月 - ）[127]
- DeNA 「神撃のバハムート」（2012年 - ）[128]
- サンゲツ（2013年 - ）[129]
- コロナ ナノリフレ（2013年12月 - ）
- 積水ハウス シャーメゾン（2013年12月 - ）
- プロトコーポレーション Goo（2013年12月 - ）
- サムザップ 「戦国炎舞 -KIZNA-」（2014年3月 - ）[130]
- 花王 Essential（2014年8月 - ）
- ニベア花王 「ディープモイスチャーリップ」
  - 「電車」篇（2017年9月1日 - ）[131]
  - 「待ち合わせ」篇（2019年10月 - ）[132]
- シオノギヘルスケア
  - セデス（2014年12月 - ）[133]
  - パイロンPL（2020年10月 - ）[134][135][136]
  - メジコンせき止め錠（2021年 - ）[137]
- ジーユー（2015年3月 - 2016年8月）[138]
- 日清焼そばU.F.O.（2015年3月 - ）[139]
- ジョンソン・エンド・ジョンソン「ワンデー アキュビュー ディファイン モイスト」
  - 「瞳の輝きプロデュース」篇（2015年7月7日 - ）[140]
- NTTソルマーレ「コミックシーモア」（2016年）[141]
  - 「憧れの先輩だって」篇（2016年4月29日 - ）[142]
- バンダイナムコ「LINE:ガンダムウォーズ」
  - 「ミヅキ、いきまーす」篇・「軟弱者」篇（2016年12月24日 - ）[143]
- 宝酒造 「松竹梅白壁蔵「澪」スパークリング清酒」（2017年 - ）[144]
  - 「澪・いろんな澪パ」春夏篇（2017年4月 - ）[145]
  - 「澪・いろんな澪パ」秋冬篇（2017年11月 - ）[146]
  - 「澪・あなたも澪パ」篇（2018年4月 - ）[147]
  - 「澪・あなたも澪パ」秋冬篇（2018年11月 - ）[148]
  - 「家族で澪パ」篇（2019年4月 - ）[149]
  - 「新、澪。」篇（2019年4月 - ）[150]
  - 「令和は澪で乾杯」篇（2019年12月 - ）[151]
- BIGLOBEモバイル（2017年9月 - ）[152]
- 日本コカ・コーラ「ジョージア」（2018年2月 - ）[153]
  - 「つながっている」篇（2018年2月5日 - ）[154]
  - 「警備員」篇（2018年3月5日 - ）[155]
  - 「先輩の真意」篇（2018年3月19日 - ）[156]
  - 「甘くない」篇（2018年3月23日 - ）[157]
  - 「日本の冬はあたたかい」篇（2018年11月5日 - ）[158]
- 小学館文庫 2010秋のフェア（2010年）
- サマンサタバサジャパンリミテッド サマンサミューズ（2011年 - ）
- AOKI レディーススーツ（2011年 - 2018年）[159]
- SA・KU・RA -PREMIUM-カタログ（2011年 - ）[160]
- 東海北陸地方国保連合会ポスター（2013年）[161]
- 警視庁 全国交通安全運動ポスター（2015年秋）[162][163]
- エース ジュエルナローズ（2017年8月 - ） - ブランドミューズ[164]
- マネーフォワード（2019年8月 - ） - イメージキャラクター[165]
- U-NEXT「あと3回、君に会える」コラボレーションCM（2020年3月31日、関西テレビ・フジテレビ系） - 平野レミと共演[166]
- ミツカン「フルーティス」（2020年3月 - ）[167]
- キリンビール「氷結」（2020年9月 - ）[168]
- 松井証券
  - 「なるほど松井証券 投資」篇（2022年12月19日 - ）
  - 「2年目の私〜新NISA手数料無料篇〜」篇・「2年目の私〜ポイントたまる篇〜」篇（2023年12月26日 - ）[169]

### バラエティ番組
- ウーマン・オン・ザ・プラネット（2012年10月6日 - 2014年3月29日、日本テレビ） - 司会[170]

### コント番組
- となりのシムラ（2015年8月17日、同年12月25日、NHK総合）
- 志村けんのだいじょうぶだぁ（2019年8月14日、フジテレビ）

### ドキュメンタリー・教養番組
- 4夜連続 知的探検スペシャル 恋愛は科学だ!（2013年2月25日 - 28日、フジテレビ）[171]
- “世界最高”の動物エンターテインメント・ツアー〜シンガポール “究極の動物園”〜（2014年8月5日、NHK BSプレミアム） - ナビゲーター[172]
- “アナ雪の故郷”を訪ねて〜ノルウェー・ファンタジー紀行〜（2019年12月25日、NHK BSプレミアム） - ナビゲーター[173]
- 趣味の園芸（2022年4月17日 - 、NHK Eテレ） - 「山本美月　グリーンサムへの12か月」（月1回放送）[174]

### 舞台
- 怪談・にせ皿屋敷（2014年6月19日 - 23日、青山劇場） - お菊 役[175]
- 演劇ユニット「ねずみの三銃士」第4回公演 『獣道一直線!!!』（2020年10月 - 11月、PARCO劇場、作：宮藤官九郎、演出：河原雅彦）[176]

### ラジオ番組
- morning gate（2009年8月7日、CROSS FM）
- はっちゃけ（2009年8月8日、RKBラジオ）

### ランウェイ
- 東京ガールズコレクション：2010年春夏[177]、in 沖縄 2010年[178]、2010年秋冬[179]、2011年春夏[180]、2011年秋冬[181]、TGC NIGHT 2011年秋冬[182]、2012年春夏[183]、in 名古屋 2012年[184]、2013年春夏[185]、2013年秋冬[186]、2014年春夏[187]、2014年秋冬[188]、2015年春夏[189]、2016年春夏[190]、2017年秋冬[191]
- 神戸コレクション：2010年秋冬[192]、2011年春夏、2011年秋冬
- 名古屋コレクション： 2011年秋冬[193]、2012年春夏
- 東京ランウェイ： 2012年春夏[194]、2012年秋冬、東京ランウェイ 2014年秋冬[195]
- ガールズアワード：2011年春夏[196]、2011年秋冬[197]、2013年秋冬[198]
- CanCam：Canコレ!（2012年2月26日）[199]
- a-nation＆GirlsAward lsland collection by CanCam（2014年8月14日）[200]

### その他
ジャケット写真
- アトリエ・ボッサ・コンシャス『In Summer:夏ボッサ』（2010年6月9日発売） ― 『冬ボッサ』（高垣麗子）と『春ボッサ』（浦浜アリサ）に続く“ボッサ”シリーズ第3弾[201]
- back number「わたがし」（2012年7月18日発売）

ウェブサイト
- 『クラウド少女』（カヤック×トレンドマイクロ、2011年8月30日公開）[202][203]

## 書籍

### 書籍
- 魔法少女　山本美月（2020年11月4日、TAC出版、山本美月/著）ISBN 978-4813294962

### 写真集
- Mizuki（2018年12月15日、宝島社、撮影：吉田崇）ISBN 978-4800284136

### 雑誌
- CanCam（2009年12月号 - 2017年9月号） - 専属モデル[24]

### カレンダー
- 2015 山本美月カレンダー（2014年11月21日、小学館）ISBN 978-4091057617
- 2016 山本美月カレンダー（2015年11月21日、小学館）ISBN 978-4091057716

## 受賞歴
- 第36回「ベストジーニスト2019」一般選出部門〔女性部門〕（2019年）[204]
- 第17回クラリーノ美脚大賞2019 20代部門[205]
- サンギ歯が命アワード2025（2025年）[206]